# Verksamhetsår
Ett verksamhetsår är en period i en organisations verksamhet som i längd motsvarar ungefär ett kalenderår. Verksamhetsåret brukar utgöra styrelsens mandatperiod och budget- och bokslutsperiod. Verksamhetsåret börjar normalt efter avslutat årsmöte, eller motsvarande högsta beslutande församling - exempelvis kongress, och gäller fram till nästa årsmöte.